# Cannibal
Cannibal – piąty album grupy Static-X, wydany 3 kwietnia 2007. Jest to pierwszy album grupy na którym występują gitarowe solówki, prawie każda piosenka z wyjątkiem "Goat" posiada jedną. Jest to także pierwszy album grupy bez piosenki "otsego", co spowodowało duże zaskoczenie pośród fanów. Jest także pierwszym krążkiem Static-X od czasów Machine z którego pochodzą trzy single.
Album zadebiutował na 36. miejscu w rankingu U.S. Billboard 200 z 30.000 sprzedanych płyt. Do dzisiaj sprzedano około 100.000 sztuk albumu.

## Lista utworów
1. "Cannibal" ft. John 5 – 3:13
2. "No Submission" – 2:42
3. "Behemoth" – 3:00
4. "Chemical Logic" – 3:51
5. "Destroyer" – 2:47
6. "Forty Ways" – 3:01
7. "Chroma-Matic" – 2:44
8. "Cuts You Up" – 3:26
9. "Reptile" – 2:31
10. "Electric Pulse" – 2:40
11. "Goat" – 3:48
12. "Team Hate" – 3:25

### Utwory dodatkowe
- "Light It Up" – 3:11 (Best Buy Edition)
- "I'm the One" (Wayne Static's Disco Destroyer Remix) – 3:37 (Best Buy Edition)
- "Get Up and Boogie" – 2:25 (Internet Edition)
- "Beneath, Between, Beyond" – 3:00 (iTunes Edition)

## Rankingi

### Album
| Rok  | Ranking                | Pozycja |
| ---- | ---------------------- | ------- |
| 2007 | The Billboard 200      | #36     |
| 2007 | Top Rock Albums        | #8      |
| 2007 | Australian ARIA Charts | #26     |

### Single
| Rok  | Singel      | Ranking                | Pozycja |
| ---- | ----------- | ---------------------- | ------- |
| 2007 | "Destroyer" | Mainstream Rock Tracks | #23     |

## Twórcy
- Wayne Static – wokal prowadzący, gitara rytmiczna, programowanie, instrumenty klawiszowe, produkcja
- Koichi Fukuda – gitara prowadząca
- Tony Campos – gitara basowa, wokal wspierający
- Nick Oshiro – perkusja
- John Travis – produkcja, miksowanie
- Ulrich Wild – produkcja, realizacja nagrań, miksowanie
- Tom Baker – mastering
- John 5 – pierwsza solówka gitarowa w utworze "Cannibal"
- Bruce Reiter – manager koncertowy
- Dink – asystent managera koncertowego, osobisty asystent
- Brandon Webster – manager sceniczny, oświetleniowiec
- Eric Fincher – obsługa techniczna gitar
- Amy Decker – zarządzanie
- Steven Gilmore – oprawa graficzna, dizajn
- Jason Gitlitz – asysta przy montażu
- Andy Gould – zarządzanie
- Dean Karr – fotografie
- Assen Stoyanov – asystent montażysty